# Ptichodis herbarum
Ptichodis herbarum là một loài bướm đêm trong họ Erebidae.